# Ricky Walden
Ricky Walden (Chester, 11 november 1982) is een Engels professioneel snookerspeler woonachtig in Flintshire, Wales. Hij werd prof in 2000.
In 2008 won Walden de Shanghai Masters. Dit deed hij door in de eerste ronde meervoudig wereldkampioen Stephen Hendry te verslaan met 5-4 met in het beslissende frame een break van 85, waarna hij in de tweede ronde van de latere wereldkampioen Neil Robertson wist te winnen met 5-4. In de kwartfinale trof hij de eveneens meervoudig wereldkampioen Steve Davis, maar die werd door hem met 5-2 verslagen. In de halve finale trof hij Mark Selby waar hij met 6-4 van won, om ten slotte in de finale regerend wereldkampioen Ronnie O'Sullivan te verslaan met 10-8 met een century van 105 in het laatste frame.

In 2013 haalde Ricky Walden de halve finale van het WK 2013, waarin hij met 17-14 verloor van Barry Hawkins. Hij won de Wuxi Classic 2012 en het International Championship 2014.
Verder bereikte hij finales van het Indian Open 2015, de Players Tour Championship Finals in 2016 en het China Open 2016.

## Belangrijkste resultaten

### Rankingtitels
| #  | Seizoen   | Toernooi                   | Verliezend finalist | Verliezend finalist | Score |
| -- | --------- | -------------------------- | ------------------- | ------------------- | ----- |
| 1. | 2008/2009 | Shanghai Masters           | Ronnie O'Sullivan   | Engeland            | 10-8  |
| 2. | 2012/2013 | Wuxi Classic               | Stuart Bingham      | Engeland            | 10-4  |
| 3. | 2014/2015 | International Championship | Mark Allen          | Noord-Ierland       | 10-7  |

### Minor-rankingtitels
| #  | Seizoen   | Toernooi                        | Verliezend finalist | Verliezend finalist | Score |
| -- | --------- | ------------------------------- | ------------------- | ------------------- | ----- |
| 1. | 2013/2014 | Players Tour Championship - ET3 | Marco Fu            | HKG                 | 4-3   |

### Niet-rankingtitels
| #  | Seizoen   | Toernooi    | Verliezend finalist | Verliezend finalist | Score |
| -- | --------- | ----------- | ------------------- | ------------------- | ----- |
| 1. | 2009/2010 | General Cup | Liang Wenbo         | China               | 6-2   |

### Wereldkampioenschap
Hoofdtoernooi (laatste 32 of beter):
| #   | Seizoen   | Editie  | Prestatie   | Extra                               |
| --- | --------- | ------- | ----------- | ----------------------------------- |
| 1.  | 2008/2009 | WK 2009 | Laatste 32  | Verloor met 10-6 van Mark Selby     |
| 2.  | 2010/2011 | WK 2011 | Laatste 32  | Verloor met 10-6 van Rory McLeod    |
| 3.  | 2012/2013 | WK 2013 | Halvefinale | Verloor met 17-14 van Barry Hawkins |
| 4.  | 2013/2014 | WK 2014 | Laatste 16  | Verloor met 13-11 van Barry Hawkins |
| 5.  | 2014/2015 | WK 2015 | Laatste 32  | Verloor met 10-8 van Graeme Dott    |
| 6.  | 2015/2016 | WK 2016 | Laatste 16  | Verloor met 13-8 van John Higgins   |
| 7.  | 2017/2018 | WK 2018 | Laatste 16  | Verloor met 13-9 van Judd Trump     |
| 8.  | 2020/2021 | WK 2021 | Laatste 32  | Verloor met 10-5 van Anthony McGill |
| 9.  | 2022/2023 | WK 2023 | Laatste 32  | Verloor met 10-9 van Luca Brecel    |
| 10. | 2023/2024 | WK 2024 | Laatste 32  | Verloor met 10-6 van Tom Ford       |